# Hagasjön (Lemnhults socken, Småland)
Hagasjön är en sjö i Vetlanda kommun i Småland och ingår i Emåns huvudavrinningsområde. Sjön är 5 meter djup, har en yta på 0,91 kvadratkilometer och är belägen 286,2 meter över havet. Sjön avvattnas av vattendraget Gårdvedaån. Vid provfiske har abborre, gädda och mört fångats i sjön.

## Delavrinningsområde
Hagasjön ingår i det delavrinningsområde (634463-146600) som SMHI kallar för Inloppet i Säljen. Avrinningsområdets medelhöjd är 279 meter över havet och ytan är 25,43 kvadratkilometer. Det finns inga delavrinningsområden uppströms utan avrinningsområdet är högsta punkten. Gårdvedaån som avvattnar avrinningsområdet har biflödesordning 2, vilket innebär att vattnet flödar genom totalt 2 vattendrag innan det når havet efter 152 kilometer. Delavrinningsområdet består mestadels av skog (86 procent). Avrinningsområdet har 1,84 kvadratkilometer vattenytor vilket ger det en sjöprocent på 7,2 procent.